# Мелибеја
Мелибеја или Мелибоја (грч. Μελίβοια) је у грчкој митологији било име више личности.

## Етимологија
Ово име има значење „слатка крава“ или „лепа стока“, изведено од речи meli и bous. У старој Грчкој су жене са благонаклоношћу упоређиване са кравама, односно стоком. Према Роберту Гревсу, ово име има значење „слатки крик“.

## Митологија
- Две Океаниде су имале име Мелибеја. Једна је потицала са планине Килене у Аркадији. Према Аполодору, била је Пелазгова супруга и Ликаонова мајка. Ова Мелибеја је можда иста личност као Ликаонова супруга Килена у другим изворима.[2] Вероватно је била нимфа Најада са извора у Аркадији или епимелијада пашњака.[3] Другу Океаниду је поменуо Опијан. Према његовој причи, црнооку нимфу је заволео речни бог Оронт. Пошто није желео да се одрекне љубави, задржао је своје воде у Сирији у западној Азији, где је обитавала и поплавио сиријску равницу.[4]
- Према Еустатију, била је Магнетова кћерка. Он је град Мелибеју у Магнезији назвао по њој.[5] Други извори указују да је била Магнетова супруга и са њим имала сина Пијера.[6]
- Према Аполодору и Паусанији, била је једна од Ниобиних кћерки.[5] Заправо, према овом другом аутору, то је иста личност као Хлорида.[7] Мелибеја је, заједно са својим братом Амиклом, избегла судбину своје браће и сестара, Ниобида, које су побили Аполон и Артемида, јер је њихову мајку Лету увредила Ниоба. Њих двоје су молили Лету за милост и богови су их поштедели. Пошто јој је у тренутку покоља лице побледело од страха, названа је Хлорида, јер то име и значи „бледог лица“. Заједно са братом је потом побегла у Арг и тамо је Лети подигла храм.[6] Касније се удала за Нелеја.[1] Драгослав Срејовић је име Мелибеја превео као „она која храни слатком храном“, па је у складу са тим закључио да је можда била божанство земље и повезана са сетвом. Њен кип се налазио крај Летиног у храму у Аргу.[6]
- Према Сервијевој причи, Мелибеја је била девојка из Ефеса заљубљена у младића Алексида. Међутим, њени родитељи су јој наменили другог мушкарца, па је Алексид напустио своје родно место. Када је требало да се уда, Мелибеја се бацила са крова своје куће. Међутим, није се повредила, већ ју је доле чекао чамац који ју је одвео до њеног вољеног. Млади су тако ипак остали заједно, те су посветили светилиште Афродити, чији су надимци Аутомата и Епидетија.[5]
- Неки извори указују да је Мелибеја била Тезејева супруга и Ајантова мајка.[5]
- Према Ласу, Мелибеја је надимак богиње Персефоне.[5]

## Биологија
Латинско име ових личности (Meliboea) је назив за род у оквиру групе мекушаца.